# Hister bisquinquestriatus
Hister bisquinquestriatus är en skalbaggsart som beskrevs av Ernst Friedrich Germar 1813. Hister bisquinquestriatus ingår i släktet Hister och familjen stumpbaggar. Inga underarter finns listade i Catalogue of Life.